# Благодатное (Алтайский край)
Благодатное — упразднённое село в Кулундинском районе Алтайского края. Находилось на территории Семёновского сельсовета. Ликвидировано в 1975 году.

## География
Располагалось у северо-западной оконечности озера Горькие Кильты.

## История
Основано в 1909 году. В 1928 году посёлок Благодатный состоял из 121 хозяйства, основное население — русские. Центр Благодатного сельсовета Ключевского района Славгородского округа Сибирского края. Колхоз имени Чапаева.

## Население
| год     | 1928 | 1948 | 1955 | 1959 |
| ------- | ---- | ---- | ---- | ---- |
| человек | 662  | 272  | 202  | 187  |